# Istruzione in Danimarca
La scuola in Danimarca risulta essere tra le migliori d'Europa.
Il governo danese spende 6,7% del PIL per l'istruzione.
Il sistema scolastico si divide in una scuola materna, facoltativa.
Dopo vi è una scuola dell'obbligo che dura nove anni (obbligatori) più uno facoltativo utile per poter studiare nelle scuole secondarie.

## Scuola dell'obbligo
L'istruzione in Danimarca è obbligatoria da 5 a 19 anni. È l'istruzione ad essere obbligatoria, ma non la scuola; infatti un genitore può non mandare un bambino a scuola e mandarlo ad una scuola privata o farlo istruire in casa, purché gli insegnanti dimostrino che l'alunno ha assunto gli obiettivi e ha studiato un numero adeguato di materie. L'89% dei giovani danesi frequenta la scuola pubblica. La scuola dell'obbligo viene chiamata Folkeskole e dura nove anni, chiamati anche livelli, obbligatori più uno facoltativo utile per potersi iscrivere alle scuole secondarie. Alla fine della scuola dell'obbligo gli studenti possono scegliere fra due tipi di esami: uno di licenza normale da fare dopo il nono o il decimo livello, l'altro di licenza avanzato da fare solo dopo il 10 livello. Comunque gli esami sono facoltativi. Inoltre non esiste la media perché ogni materia viene valutata individualmente. Nelle scuole private le famiglie spendono solamente fino al 90%.

### Materie obbligatorie
- lingua materna, matematica, religione ed educazione fisica a tutti i livelli;
- arte dal 1 al 5 livello;
- musica e scienze dal 1 al 6 livello;
- storia dal 3 all'8 livello;
- inglese dal 4 al 9 livello;
- economia domestica ed altre attività pratiche per almeno un livello dal 4 al 7;
- geografia e biologia al 7 e all'8 livello;
- fisica e chimica dal 7 al 9 livello;
- tedesco (o francese) dal 7 al 9 livello;
- studi sociali al 9 livello.

Inoltre, nel curriculum devono essere inclusi anche i seguenti argomenti:
- educazione stradale;
- educazione alla salute e sessuale;
- orientamento all'istruzione di livello superiore e al mercato del lavoro.

### Materie opzionali
Dall'8 al 10 livello viene anche offerta una serie di materie opzionali, che vanno dalle lingue straniere all'informatica, la fotografia, il teatro e così via. Al 10 livello gli studenti che lo desiderano possono studiare anche latino.

## Istruzione secondaria superiore
La maggior parte dei giovani danesi dopo aver finito la scuola dell'obbligo continua a studiare. Oltre ai corsi professionali, in Danimarca esistono due tipi di scuola secondaria non professionale: il gymnasium, dalla durata di tre anni, che prepara gli studenti a studi universitari e i corsi HF che preparano gli studenti ad affrontare gli esami a livello superiore in una o più discipline. Entrambe le scuole sono divise in due indirizzi: uno matematico e uno linguistico.
Il gymnasium dura tre anni e prepara gli studenti all'università. È divisa in due indirizzi, uno matematico e uno linguistico, e hanno alcune materie in comune. Alla fine degli studi bisogna fare un esame.
Gli Höjere Forberedelseseksamen (HF) sono dei corsi biennali creati per persone, giovani e adulti, che, abbandonati gli studi, li vogliono riprendere. Le materie sono le stesse di quelle del gymnasium. In questi corsi durante i due anni non vengono messi voti. Alla fine dei due anni bisogna fare un esame chiamato Studentereksamen.
Sia nel gymnasium che nei HF, esiste un preside; però le scuole sono gestite in maniera non gerarchica, e sia gli insegnanti che gli studenti partecipano attivamente alle decisioni prese a tutti i livelli.
L'istruzione professionale è suddivisa in due indirizzi, uno tecnico e uno commerciale, entrambi di durata triennale.